# Green Lake (Washington)
Der Green Lake ist ein Süßwassersee im nördlichen Teil des zentralen Bereichs von Seattle im US-Bundesstaat Washington; er liegt inmitten des Green Lake Park. Der Park grenzt an das Stadtviertel Green Lake im Norden und Osten, im Süden an das Viertel Wallingford, an das Viertel Phinney Ridge im Westen und an das Stadtviertel Woodland Park im Südwesten. Es handelt sich um einen Gletschersee, dessen Becken vor etwa 50.000 Jahren vom Vashon-Gletscher geformt wurde, der auch den Lake Washington, den Lake Union, den Bitter Lake und den Haller Lake schuf.

## Geschichte

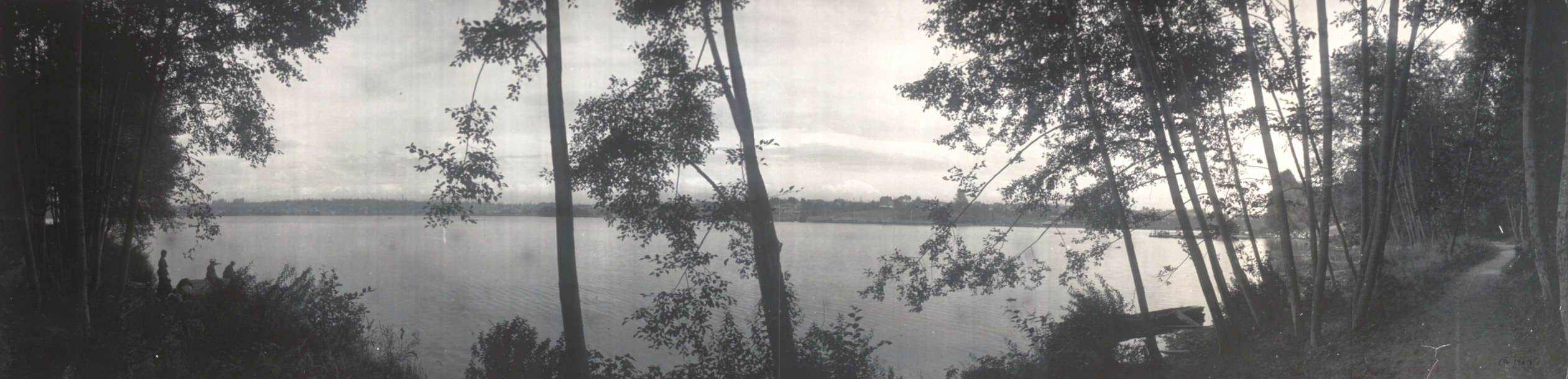
Der Green Lake im Januar 1907

Der Green Lake wurde von David Phillips benannt, der das Gebiet im September 1855 für den Surveyor General of the United States erkundete. Seine ersten Berichte nannten ihn „Lake Green“, weil der See auch in natürlichem Zustand anfällig für Algenblüten ist. Die Duwamish nannten ihn dxWTLusH, ein Lushootseed-Wort unbekannter Bedeutung.

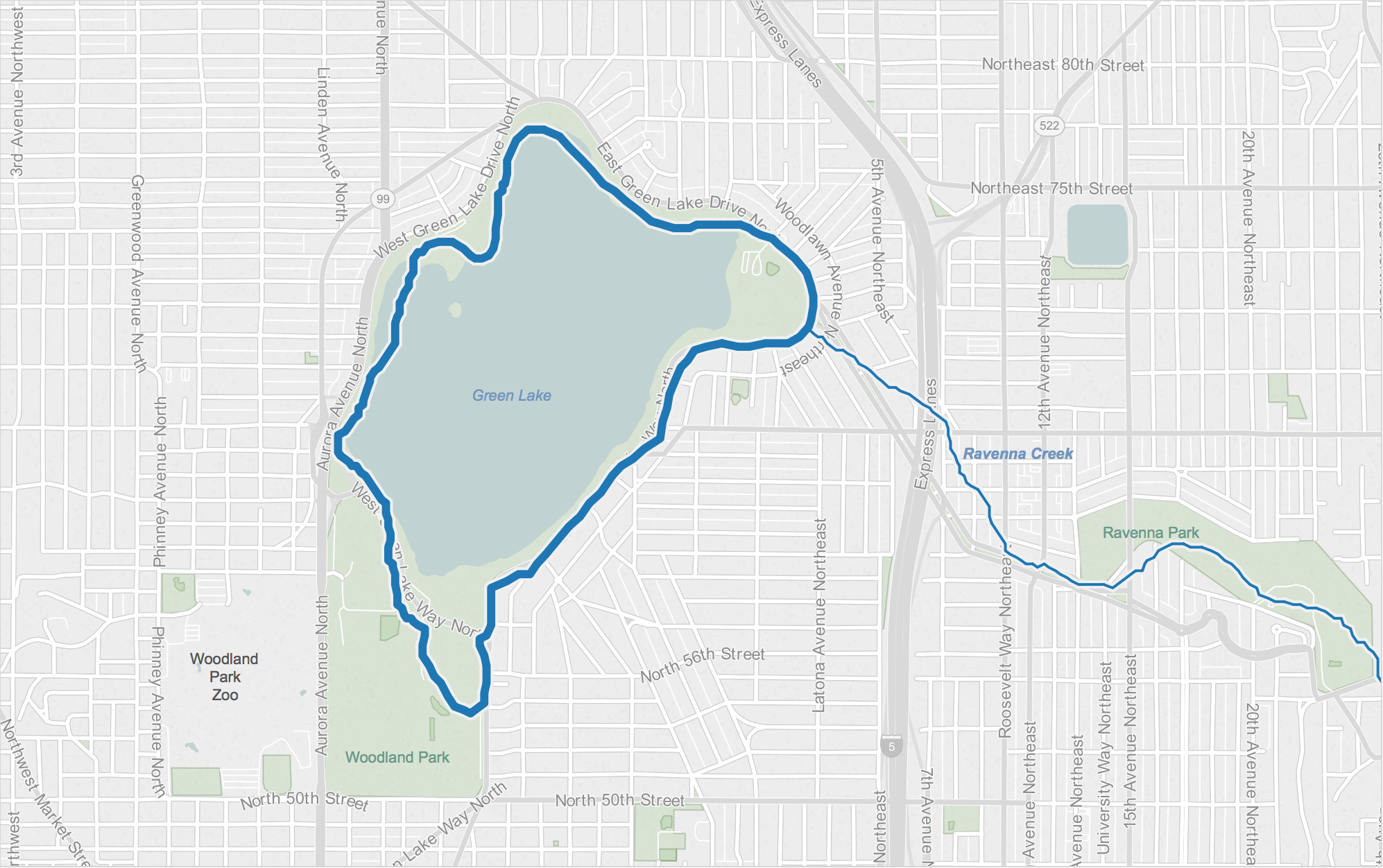
Der Green Lake (2015); die blaue Linie zeigt die Uferlinie 1911 vor Absenkung des Wasserspiegels

Der See hat eine Oberfläche von 259 Acres (1 km²), eine mittlere Tiefe von 13 ft (4 m) und eine maximale Tiefe von 30 ft (9,1 m). Er wurde zur Erhaltung der Tiefe ausgebaggert. Dem Green Lake fehlen sowohl oberflächliche Zu- wie auch Abflüsse. Er entwässerte einst über den Ravenna Creek in den Lake Washington, doch 1911 wurde der Wasserspiegel des Sees um 7 ft (2,1 m) abgesenkt, um einen Park schaffen zu können, so dass der Ravenna Creek zwischen dem Green Lake und dem Ravenna Park austrocknete. Der Ravenna Boulevard und sein breites grasbedecktes Zentrum wurden so gebaut, dass sie das Bachbett überdecken. Zuflüsse zum See erzeugen heute Regen, der Abfluss aus Starkregenereignissen sowie die Wasserversorgung der Stadt Seattle.
Das Gebiet war ursprünglich die Heimstatt verschiedener Pioniere, deren erster Erhart Sarfried war, der als „Green Lake John“ bekannt wurde. Sarfried teilte sein Anwesen 1888 und verkaufte das Land an verschiedene Unternehmer. W. D. Wood baute eine „Amusement Park“ an der Westseite des Sees (der allerdings nie zu mehr als einer glorifizierten Rasenfläche für Picknicks wurde). Auf der Ostseite des Sees holzte A. L. Parker die Bäume ab und baute ein Sägewerk. Edward C. Kilbourne baute die erste Straßenbahn-Linie, die die Gegend mit der Stadt verband; auf der damaligen Route befindet sich heute der Green Lake Way North. Die Straßenbahnlinien wuchsen immer weiter, bis sie 1910 den See komplett umrundet hatten; es gab eine separate Linie um den See herum und zurück zur Stadt.
Im Juli 2008 wurden mehrere Metallspikes (bis zu 3 ft (0,9 m) lang) am Grund des Sees gefunden, die eine Person verletzten. Das Seattle Parks Department bestätigte später, dass die Spikes aus einem vergessenen Pilotprogramm stammten, welches das Wachstum des Ährigen Tausendblattes im Green Lake steuern sollte. Die invasive Wasserpflanze wurde erstmals in den frühen 1980er Jahren nachgewiesen. Das Parks Department installierte 1984 etwa 11.000 m² schwarzer Plastefolie am Seegrund und verwendete die Metallspikes zur Fixierung der Folie. Die Spikes hatten ursprünglich gebogene Spitzen, um Verletzungen zu verhindern, doch waren diese inzwischen korrodiert und abgebrochen. Ende Juli 2008 bezahlte die Stadt ein Taucherteam, um die verbliebenen Spikes zu entfernen. Im gesamten Untersuchungsverlauf wurde aufgedeckt, dass die Stadt auch versucht hatte, das Tausendblatt mit pflanzenfressenden Fischen zu bekämpfen; das hatte jedoch in den vergangenen 15 Jahren keine ernsthaften Auswirkungen gehabt. Es wurden vielmehr hin und wieder Taucher bezahlt, die die Pflanzen von Hand entfernten.

## Green Lake Park
Nach 1903 wurde das Gebiet Teil von Seattles großartigem Olmsted Plan, der eine Reihe miteinander verbundener Grünflächen rund um die gesamte Stadt vorsah. Die Parkgestaltung spiegelt noch immer die Vision der Olmsted Brothers wider.

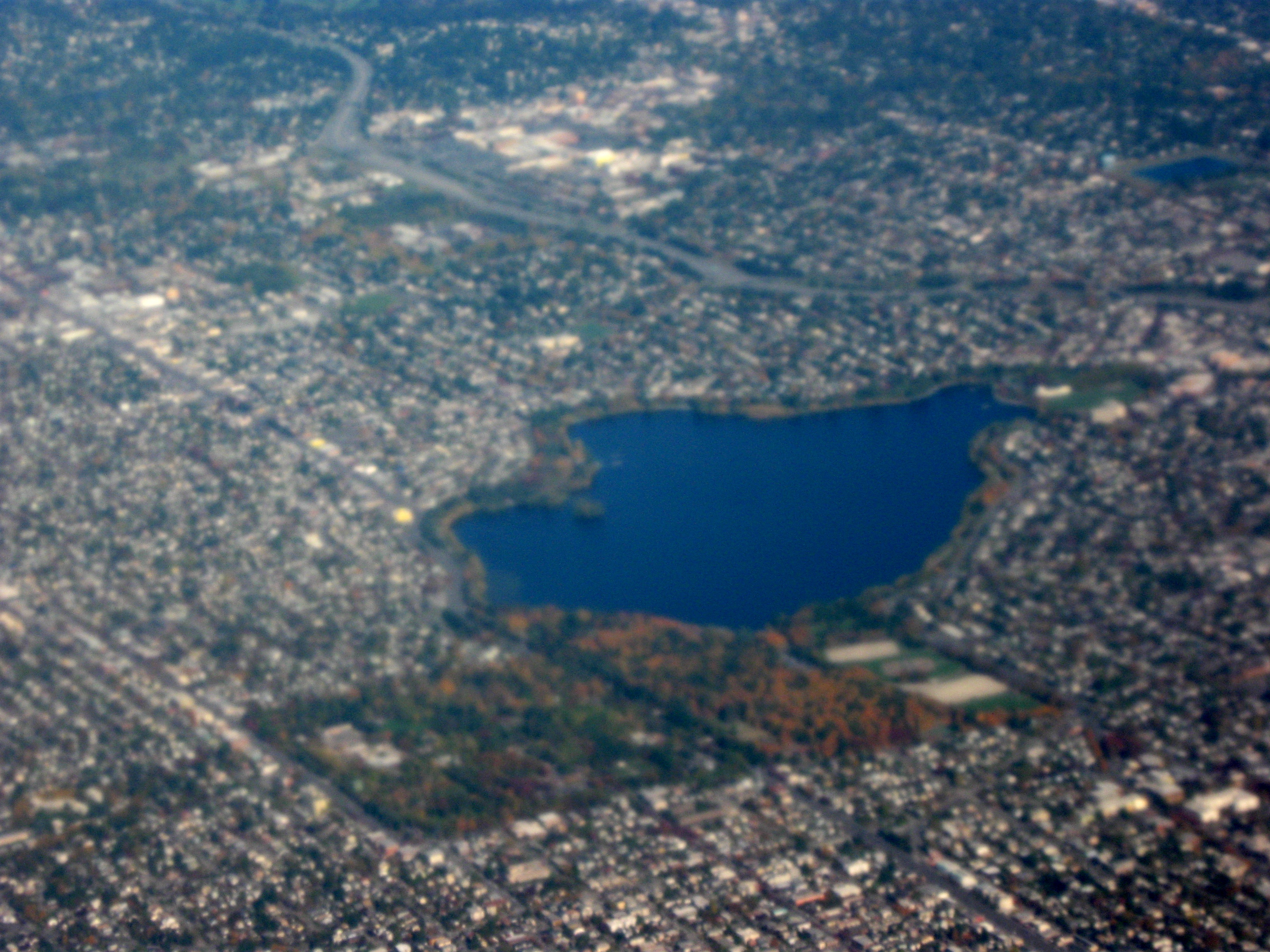
Luftbild des Green Lake von Südwesten gesehen, der Woodland Park im Vordergrund

Der Green Lake ist von einem 2,8 mi (4,5 km) langen Weg umgeben. Man unterscheidet einen inneren unbefestigten Trail und einen äußeren asphaltierten zweispurigen Weg, wobei eine Spur für Fußgänger und die andere für Radfahrer, Skater und andere nicht motorisierte Fahrzeuge vorgesehen ist. Der innere Fußweg ist bidirektional, während der äußere entgegen dem Uhrzeigersinn unidirektional ist. Die Regeln dafür bestehen nur aus optionalen Richtlinien, die laut dem Parks and Recreation Department per „Gruppenzwang“ durchgesetzt werden. Der Weg zieht Menschen an, die Bewegung und Erholung suchen; er kann überlaufen sein. Es gibt einen weiteren äußeren unbefestigten Weg (3,2 mi (5,1 km) lang) entlang der Grenzen des Parks. Der Park ist beliebtes Ziel für Qigong-Kurse, Roller-Hockey-, Fußball- sowie Baseball-Spieler, Golfer, den Derek Baker Memorial Boccie Ball Club und Rasen-Bowler, die zum Woodland Park Lawn Bowling Club gehören, sowie Veranstaltungsort für ein monatlich stattfindendes Mitternachts-Radrennen.
Ein Badehaus wurde 1927 in Nachbarschaft zu einem Freibad gebaut, dessen Betonstufen ins Wasser führen. In der Nähe wurde 1930 eine Rettungsschwimmer-Station mit Boot gebaut, nachdem 1929 mehrere Menschen ertrunken waren. Das Badehaus ist heute Heimstatt des Seattle Public Theater at the Bathhouse, einer kleinen Bühne.
Am See gegenüber dem Badehaus befindet sich im nordöstlichen Teil des Parks das erste Gemeindezentrum von Green Lake, das 1929 mit Baukosten von 95.598 USD errichtet wurde. Als es 1911 auf trockengelegtem und aufgeschüttetem Land gebaut wurde, wurden Pfeiler in den Boden getrieben, um das Gemeindezentrum zu tragen. Es gibt im Zentrum zwei Konferenz-Räume, eine Sporthalle mit Duschen und Bädern und eine Bühne. Zum See hin wurde ein weiteres Freibad gebaut. Die Tennisplätze wurden 1945 ergänzt, und 1955 wurde ein 568 m³ enthaltendes Schwimmbecken hinzugefügt. Es wurde „Evans Pool“ zu Ehren  zweier Brüder – Ben und Lou Evans – für ihre langjährigen Verdienste um den Sport in den Parks von Seattle benannt.
Das Kinderbecken wie auch der Entwässerungsgraben und die steinerne Bogenbrücke über den Graben waren Projekte der Works Progress Administration. Das Kinderbecken wird im Sommer vom Seattle Parks Department betreut und ist vom 23. Juni bis 3. September von elf Uhr vormittags bis acht Uhr abends geöffnet.
Südlich des Badehauses gibt es einen begrünten Angelpier. Seit 1984 enthält dieser Teil des Sees ein Denkmal, das an die Atombombenabwürfe auf Hiroshima und Nagasaki erinnert und in Form unterseeischer Laternen ausgeführt ist.

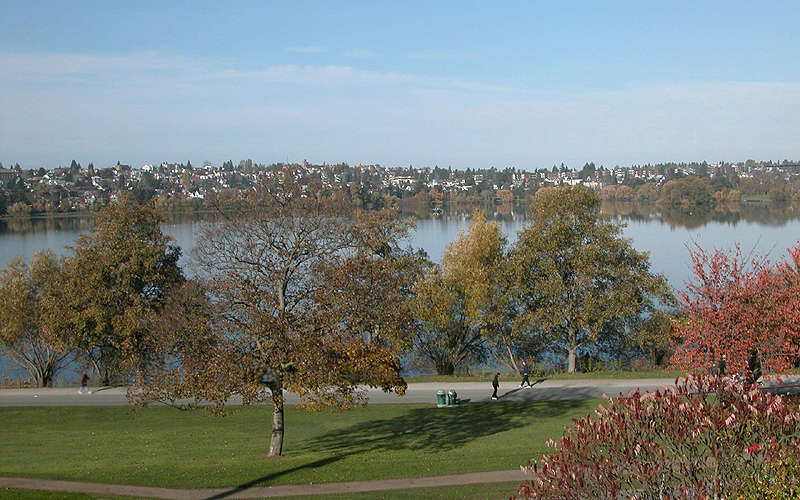
Park und Weg

Prospect Point, eine Landspitze, die in Richtung Duck Island zeigt, schützt eine kleine Wasserfläche vor starken Winden. Hier war einst ein beliebter Treffpunkt für Modellboot-Bauer, doch das Fahren von Modellbooten auf dem See ist nicht mehr erlaubt.
Das Green Lake Aqua Theater wurde 1950 für die erste Seafair, ein jährlich stattfindendes Sommerfestival, gebaut, um einer Attraktion, den sogenannten Aqua Follies und ihren „Swimusicals“, eine Heimstatt zu geben, bei denen eine Kombination aus Wasserballett, Bühnentanz und Comedy aufgeführt wird. Das Theater enthielt eine runde Bühne und einen schwimmenden Orchestergraben, der einen Seeabschnitt mit hohen schwimmenden Plattformen einkreiste. Die Zuschauertribüne bot 5.000 Gästen Platz. Die Aqua Follies wurden während der Seafair bis 1965 veranstaltet. Außerhalb des Festival-Zeitplans wurde die Bühne  für Theaterstücke und Musicals benutzt, deren Regisseure Vorteile aus den einzigartigen Möglichkeiten zogen. Im Sommer 1962 war das Aqua Theater im Rahmen der Weltausstellung Ort eines Jazz-Festivals, von Veranstaltungen mit beliebten Künstlern wie Bob Hope, zweier Theaterstücke und einer eigens einstudierten Aufführung der Aqua Follies mit 100 Beteiligten. Nach der Weltausstellung schliefen die Sommerproduktionen nach und nach ein, was sicher auf Seattles unberechenbares Wetter zurückzuführen ist, bis schließlich das Aqua Theater größtenteils aufgegeben wurde. Ein Grateful-Dead-Konzert deckte 1969 die Unsicherheit und Einsturzgefahr der Zuschauertribüne auf. Beginnend 1970 wurde das Theater abgerissen; der rechte Teil der Bühne dient heute als Pier für Fußgänger und der linke Teil als Dock und Lager für Ruderer. Einige Sektionen der Bühne verblieben auch einfach auf ihrem Platz.
Der südwestliche Teil des Parks ist mit dem angrenzenden Woodland Park auf gleichfalls aufgefülltem Land verbunden; der größte Teil der Aushubmassen stammt vom Bau der Washington State Route 99 (Aurora Avenue). Dieser Teil des Parks reichte einst bis zur heutigen N. 54th Street.
Im Sommer ist der Green Lake auch beliebt bei Schwimmern und Bootfahrern. Obwohl private Motorboote seit mindestens 1968 vom See verbannt sind, war er von 1929 bis 1984 Austragungsort von Bootsrennen. Heute sind viele motorlose Boote auf dem See unterwegs, so Surfbretter, Tretboote, Ruderboote, Skiffs und Kanus. Das Milk Carton Derby wird jährlich auf dem See als eines der Eröffnungs-Events der Seafair veranstaltet. Obwohl Reste einiger Slipanlagen noch immer existieren, sind doch die Anlagen selbst sämtlich aus dem See entfernt worden; alle Boote müssen von Hand zu Wasser gelassen werden.
Das Green Lake Small Craft Center, eine Einrichtung der Seattle Parks, befindet sich am Südende des Sees. Es beherbergt sowohl die Green Lake Crew, einen Ruderclub mit langer auch national erfolgreicher Tradition, als auch den Seattle Canoe and Kayak Club, der gleichfalls auf nationaler Ebene an Wettbewerben teilnimmt. Vom 10. bis 13. August 2006 wurde auf dem Green Lake die USRowing Masters National Championship Regatta veranstaltet, welche schätzungsweise 2.000 Teilnehmer im Alter zwischen 23 und 86 Jahren vereinte.
Gegenüber dem Park am Ostufer befindet sich die Green Lake Library, 1910 mit Unterstützung von Andrew Carnegie erbaut.

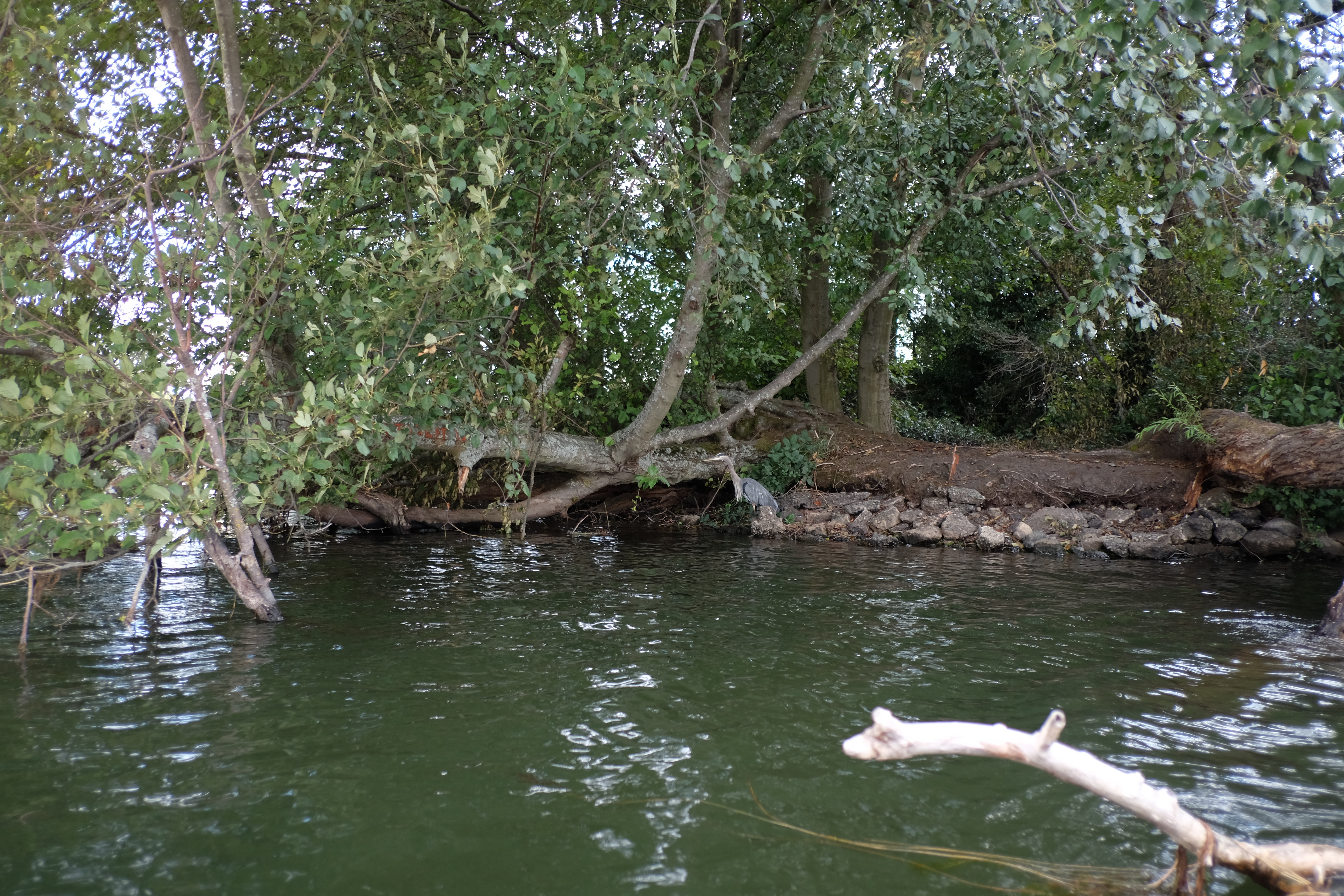
Reiher auf Duck Island

Im See gibt es eine Künstliche Insel, die gemeinhin Duck Island genannt wird, ursprünglich aber als Swan Island 1936 von der Works Progress Administration geschaffen wurde. Die Insel wurde (aus aufgeschüttetem Kies) als Wildlife Refuge geschaffen und später mit einigen Schwänen besetzt, welche eine Schenkung der Stadt Vancouver waren. Der Parkausschuss nannte die Insel Waldo’s Wildlife Sanctuary nach Waldo J. Dahl, der sich um die Schwäne kümmerte. Die Schwäne, die einen kleinen Schwarm begründen sollten, fanden jedoch kein geeignetes Bruthabitat auf der Insel. Weitere Versuche (bis mindestens in die 1970er Jahre hinein), Schwäne auf der Insel anzusiedeln, scheiterten ebenfalls. Die staatliche Jagdkommission wies die Insel 1956 offiziell als für Menschen gesperrtes Schutzgebiet aus. Dieser Zustand endete 1983. Obwohl keine besonderen Arten vorhanden waren, führt das Washington Department of Fish and Wildlife die Insel als Teil eines Puffers für das Weißkopfseeadler-Management im Südteil des Sees. Das Parks Department betrachtet die Insel aus Sicherheitsgründen als für Menschen gesperrt; ab und zu findet man Schaukeln und leere Alkoholbehälter auf der Insel.

## Fauna und Flora

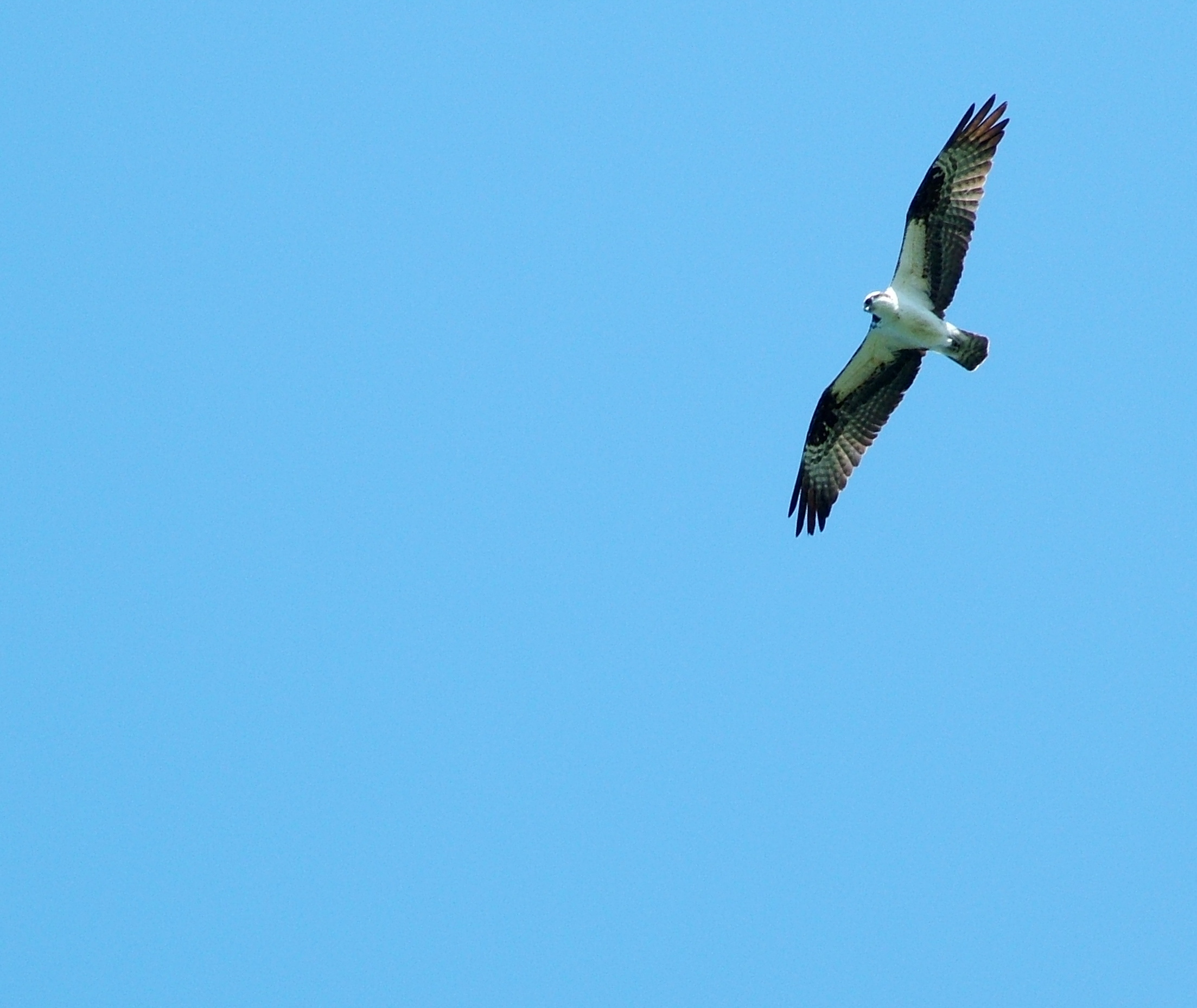
Ein Fischadler bei der Jagd auf dem Green Lake

Der Green Lake ist ein Leuchtfeuer für Fauna und Flora. Viele Tierarten tummeln sich am und im See, so sind Kröten, Schildkröten, Enten, Kormorane, Seetaucher, Reiher, Gänse, Habichte, Adler, Ratten, Hörnchen und Fledermäuse sowie Waschbären und Fischadler häufig zu beobachten.

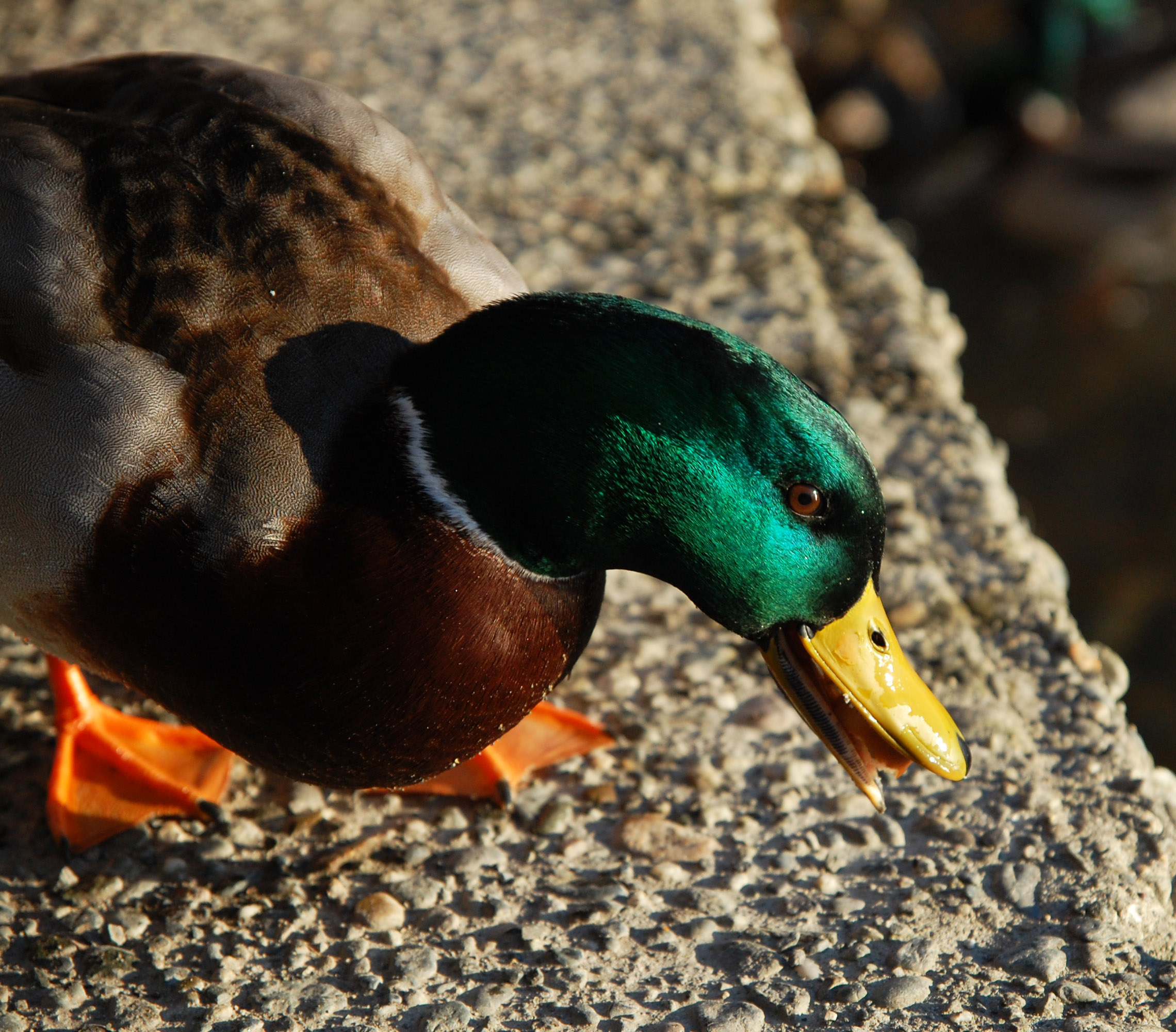
Ungeachtet der Regeln, Enten im See nicht zu füttern, brachte es diese Stockente fertig, Brot von einem Parkbesucher zu erhaschen.

Der Green Lake ist ein beliebter Abladepunkt für ungeliebte Haustiere. So entwickelte sich eine große Population verwilderter Kaninchen. Die Kaninchen verursachten Probleme, indem sie Straßen und Begrenzungsmauern unterwühlten und in den Woodland Park Zoo eindrangen. Jahrelang nahmen Freiwillige die Kaninchen auf oder entfernten sie. Sie waren jedoch nicht schnell genug, um die Population unter Kontrolle zu halten. Stadt und Zoo führten 2005 gemeinsam mit dem Rabbit Sanctuary eine Aktion zum Fang der Kaninchen durch, wobei sie gleichzeitig eine Aufklärungskampagne starteten, um die Leute von der Aussetzung neuer Kaninchen abzuhalten. Die Angewohnheit, Haustiere in und um den Green Lake auszusetzen, führte zum Auftreten mehrerer weiterer nichtheimischer Arten, die wieder entfernt werden mussten; meist handelte es sich um gewöhnliche Goldfische, mehrfach aber auch um exotische Arten wie Störe oder Kaimane.
Kürzlich wurde ein Programm aufgesetzt, um die Zahl der Enten und Gänse massiv zu reduzieren. Ihre Hinterlassenschaften erhöhen den Phosphat-Gehalt im See, was zu exzessivem Wachstum bei Algen und Laichkräutern führt. Der See wurde 2003 mit Aluminiumsulfat behandelt, um das Phosphat auszufällen. Ein im See verankertes Schaufelradboot wird zum Abmähen der Laichkräuter verwendet. Das Geflügel hinterlässt auch Pathogene im See, welche Hautkrankheiten verursachen können. Dies zeigt die Schwierigkeiten, die Wasserqualität in einem stagnierenden See zu erhalten.
Im Green Lake gibt es viele Fischarten. Forellen, hauptsächlich Regenbogenforellen, werden zum Angeln ausgesetzt. Eine große Population Karpfen ist vorhanden und kann im Frühjahr beim Laichen in den Flachwasserbereichen beobachtet werden. Tiger-Muskellungen wurden ausgesetzt, um die Karpfen-Population zu kontrollieren, nachdem die Karpfen als invasive Art erkannt wurden, die zur Eutrophierung beitragen. Im See kommen außerdem Forellenbarsche, Amerikanische Flussbarsche, Blaue Sonnenbarsche, Gelbe Katzenwelse, Getüpfelte Gabelwelse sowie kleine Populationen vieler verschiedener anderer Arten vor.
Im Frühjahr steht der Green Lake Park mit pinkfarbenen und weißen Kirschbäumen in voller Blüte. Sie wurden 1931 und 1932 an der Westseite des Sees nach einer Schenkung durch die Japanese Association of North America gepflanzt.

### Artenliste mit Trivialnamen
Im Park sind sowohl viele Vogel- und Säugetierarten als auch einige Reptilien- und Amphibienarten zu Hause. Die bemerkenswertesten sind Westamerikanische Kojoten, verwilderte Kaninchen, Streifenkäuze und ausgesetzte Rotwangen-Schmuckschildkröten. Die häufigsten Vogelarten sind Amerikanerkrähe, Goldzeisig, Wanderdrossel, Annakolibri, Weißkopfseeadler, Schleiereule, Streifenkauz, Buschzaunkönig, Schwarzkopfmeise, Schwanzmeisen, Star, Hausgimpel, Haarspecht, Dunenspecht, Goldspecht, Winterammer, Felsentaube, Fleckengrundammer, Diademhäher, mehrere Möwenarten, mehrere Sperlingsarten, mehrere Schwalbenarten und verschiedene Wasservögel. Zu den Säugern gehören Westamerikanischer Kojote, Nutria, verwildertes Kaninchen, Wanderratte, Westliches Grauhörnchen, Stummelschwanzhörnchen und Kanadischer Biber. Reptilien- und Amphibienarten sind Rotwangen-Schmuckschildkröte, der Laubfrosch Pseudacris crucifer (engl. „Spring peeper“) und Strumpfbandnattern.